# Alphons Siebers
Peter Alphonsus Maria (Alphons) Siebers (Amsterdam, 15 september 1893 - Ulvenhout, 15 mei 1978) was een Nederlands architect en stedenbouwkundige. Zijn werk wordt gekarakteriseerd door zowel traditionalisme als modernisme, terwijl zijn religieuze bouwwerken sterk zijn beïnvloed door de Bossche school.

## Opleiding
Alphons Siebers groeide op in een Katholiek milieu. Hij doorliep de HBS op het Canisius college te Nijmegen, waar hij op het internaat zat, en studeerde bouwkunde aan de Technische Hogeschool Delft. Hier was hij een jaar voorzitter van de studentenvereniging Sanctus Virgilius. In 1919 studeerde hij af en ontving zijn ingenieurstitel.

## Rotterdamse periode
In 1921 vestigde Siebers zich als zelfstandig architect en stedenbouwkundige in Rotterdam, waar hij samenwerkte met traditionalisten als Marinus Jan Granpré Molière, Verhagen en Kok (1921-1923), Alexander Kropholler (1926) en Piet Buskens (1920-1921). Granpré Molière en Pieter Verhagen waren beiden belangrijke leermeesters voor Siebers. Samen met Grandpré Molière werkte hij onder meer aan Tuindorp Vreewijk in Rotterdam. Twee jaar later, in 1923, publiceerde hij het boekje ‘Het behoud van Rotterdam’.
In zijn Rotterdamse periode ontwierp Siebers eveneens diverse meubels, uitgevoerd door meubelfabriek LOV te Oosterbeek. Daarnaast verrichtte hij journalistiek werk voor Dagblad de Maasbode en verschenen er diverse artikelen van zijn hand.

## Reizen
Als fellow van de Rockefeller Foundation reisde Siebers rond kerst 1927 naar Londen om daar zijn eerste planologische verkenningen te doen. Begin 1928 vertrok hij vervolgens voor een jaar naar de Verenigde Staten. Daar bezocht hij diverse grote steden, sprak met Frank Lloyd Wright en Lewis Mumford, en werkte drie maanden voor het bureau ‘Regional Plan of New York and its Environs’. Binnen de stedenbouw deed in de Verenigde Staten op dat moment de survey-gedachte opgang (planning en ontwerp gebaseerd op kwantificering en statistiek). Niet lang na zijn terugkeer uit de Verenigde Staten maakte Siebers een reis door Frankrijk, Italië en Duitsland, om ook daar inspiratie op te doen. Na deze reizen gaf hij in eigen beheer het boekje “Reisschetsen van Ir. A. Siebers” uit.

## Vooroorlogse periode

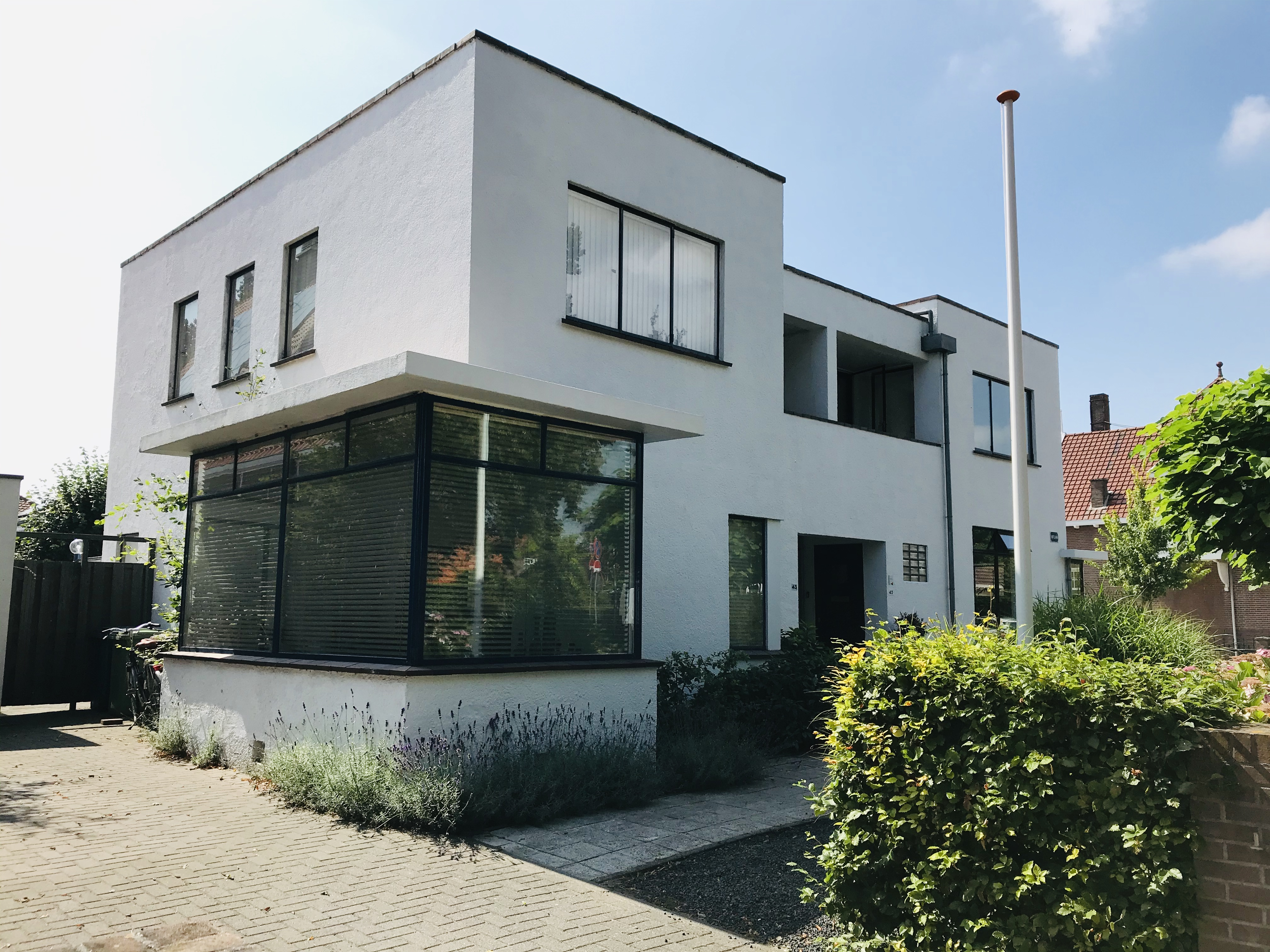
Woning in Middelharnis, ontworpen door Siebers in modernistische stijl (1929)

In 1931 ontving Siebers zijn eerste grote stedenbouwkundige opdracht: het uitbreidingsplan van de gemeente Nijmegen. Spoedig daarna volgden andere (zowel stedenbouwkundige als bouwkundige) opdrachten uit gemeenten in Noord Brabant, Noord-Holland en Zuid Holland. Markante werken uit die tijd zijn onder meer een dubbel woonhuis in modernistische stijl voor K. Witvliet (Ford dealer) in Middelharnis (1929, rijksmonument), en een dubbel woonhuis in traditionele stijl voor de familie van Berckel in Vught (1933-34).
Op 8 februari 1934 trad Alphons Siebers in het huwelijk met Lydia Nylaender (Tallinn, Estland, 2 maart 1910). Samen kregen zij acht kinderen. Later dat jaar vormde Siebers een maatschap met de architect Nicolaas Molenaar jr. in Den Haag, die tot 1937 zou duren. In dat jaar verhuisde hij met zijn gezin naar Ulvenhout, waar hij na de oorlog met de architect Wilhelmus Maria (Wim) van Dael het bureau 'Siebers en Van Dael' oprichtte.

## Siebers en Van Dael (1946-1966)
Siebers en Van Dael maakten deel uit van de groep rondom architect Hans van der Laan, die later aangeduid zou worden als de Bossche School. De Bossche School werd gekenmerkt door sobere bouwvormen, waarbij maatharmonie volgens het 'plastische getal' het uitgangspunt vormde. Het bureau Siebers en Van Dael realiseerde vele woonwijken, scholen, raadhuizen en kerken. In 1966 trad Siebers uit, waarna dit bureau verder ging als Van Dael en Ruys, en later (toen Van Dael in de jaren zeventig ook uittrad) als Ruys en Bolder. Tegenwoordig staat dit bureau bekend als Compositie 5.

## Overige betrekkingen
Van 1932 tot 1950 doceerde Siebers aan de Academie voor Bouwkunst in Tilburg(de HBO en VBO aan de Katholieke Leergangen). Daarnaast was hij actief lid van de BNS, de Stedebouwkundige Raad van het NIVOS en de Provinciale Commissie voor de uitbreidingsplannen in Zuid-Holland (Provinciale Planologische Commissie) (1929-1968), secretaris van de Schoonheidscommissie van het Instituut Stad en Landschap van Zuid-Holland (1929-1931), hoofd Rijkskunstbescherming West Noord-Brabant (1944-1946), bouwkundig inspecteur voor de wederopbouw in het Bisdom Breda (1946-1954), bestuurslid van de Academie voor Bouwkunst te Tilburg (1950-1965) en bestuurslid van de Cursus Kerkelijke Bouwkunst te 's-Hertogenbosch (1946-1968) en van de Mrg. van Heukelumstichting (1965-1968).

## Religieuze bouwkunst, filosofie en theologie
Siebers interesses betroffen niet alleen stedenbouw en architectuur, maar ook religieuze bouwkunst, filosofie en theologie. Zo was hij voorzitter van de AKKV (Algemene Katholieke Kunstenaars Vereniging) (1929-1935) en lid van het comité Studiedagen Huybergen (1932-1940). De meest vooraanstaande steunpilaren van de bijeenkomsten in Huijbergen waren, naast Siebers: Granpre Moliere, Van Dongen, Moens, Van Moorsel, Colette en Molenaar.
Tijdens het interbellum klaagden katholieke architecten en theologen over gebrek aan eenheid in de rooms-katholieke kerkelijke kunst en architectuur; in reactie hierop richtte Siebers in 1929 een nieuw tijdschrift op: het “R.K. Bouwblad. Veertiendaagsch tijdschrift voor bouw- en sierkunst”. Doel van dit vakblad was de moderne kerkelijke (bouw)kunst te tonen, de kwaliteit ervan te verbeteren, en moderne ontwerpen aan te laten sluiten bij de eigentijdse liturgie. Architecten presenteerden hun eigen kerkontwerpen en schreven recensies over nieuwe kerkgebouwen in Nederland, België, Duitsland en Frankrijk. Volgens de redactie van het R.K. Bouwblad was eenheid en zuiverheid in de kerkbouw van die jaren ver te zoeken; zij vond de eigentijdse kerkarchitectuur vaak modieus of historiserend. De redactie stelde hoge eisen aan het eigentijdse Christelijke kerkgebouw, dat net zomin als de interieurkunst aan bisschoppelijke censuur kon ontsnappen. In de redactie zaten onder meer de architecten Jan van Dongen jr. (1896-1973), Bernardus Koldewey (1896-1958), Kees van Moorsel (1892-1962) en Nicolaas Molenaar jr. (1892-1973). Ook de architecten Alexander Kropholler en Godefridus Leeuwenberg (1899-1967) en priester Van Beukering werkten mee aan het tijdschrift. Opmerkelijk was dat ook nieuwe Protestante kerkontwerpen aandacht kregen. Het tijdschrift ging na de oorlog verder onder de naam “Katholiek Bouwblad”.

## Belangrijke werken
.

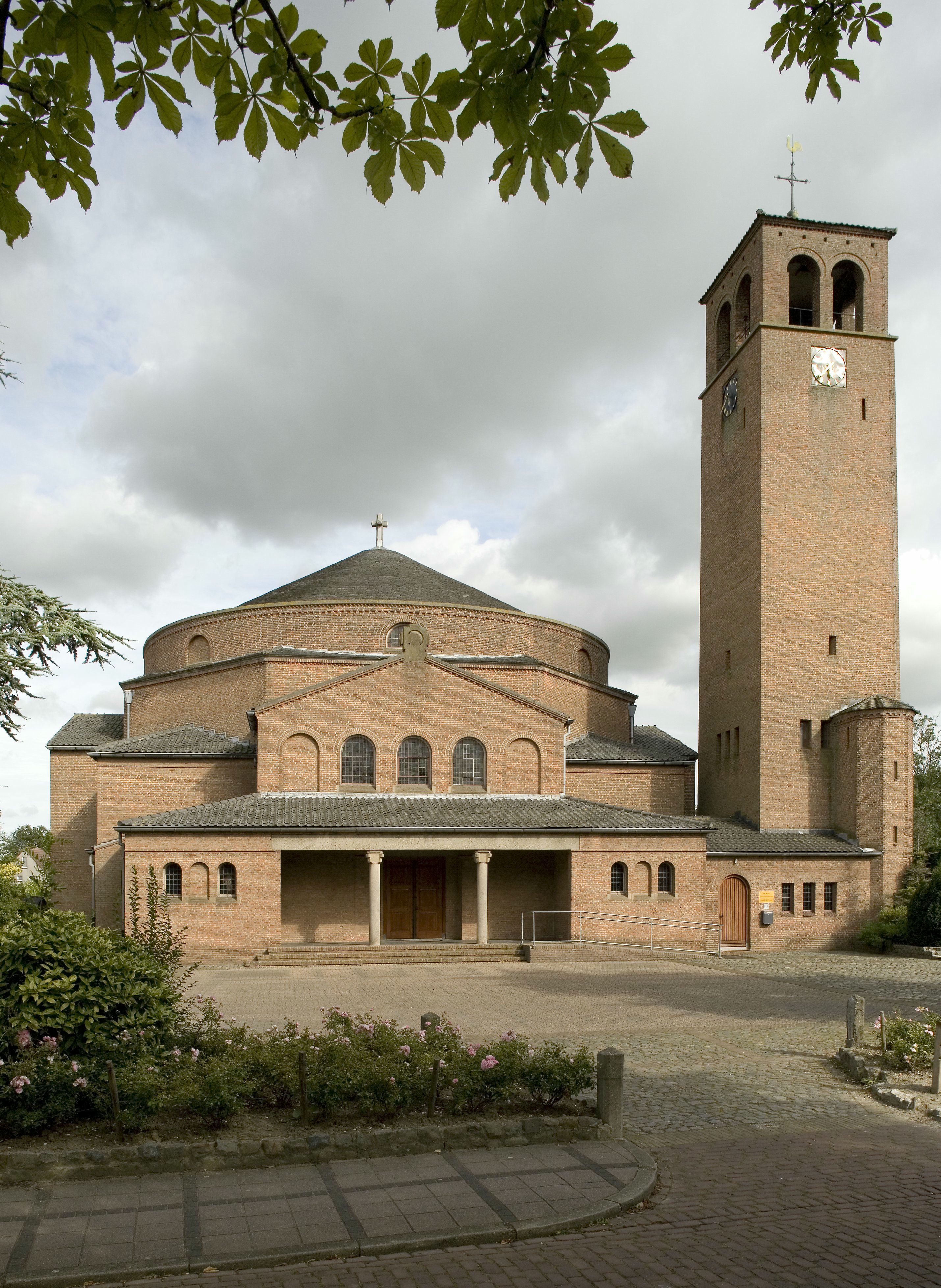
De Onze-Lieve-Vrouw-Hemelvaartkerk in Phillippine, ontworpen door Siebers in 1954 in de stijl van de Bossche School. Het bouwwerk staat op een lijst van top-100 monumenten uit de periode 1940-1958 die in 2007 werd opgesteld

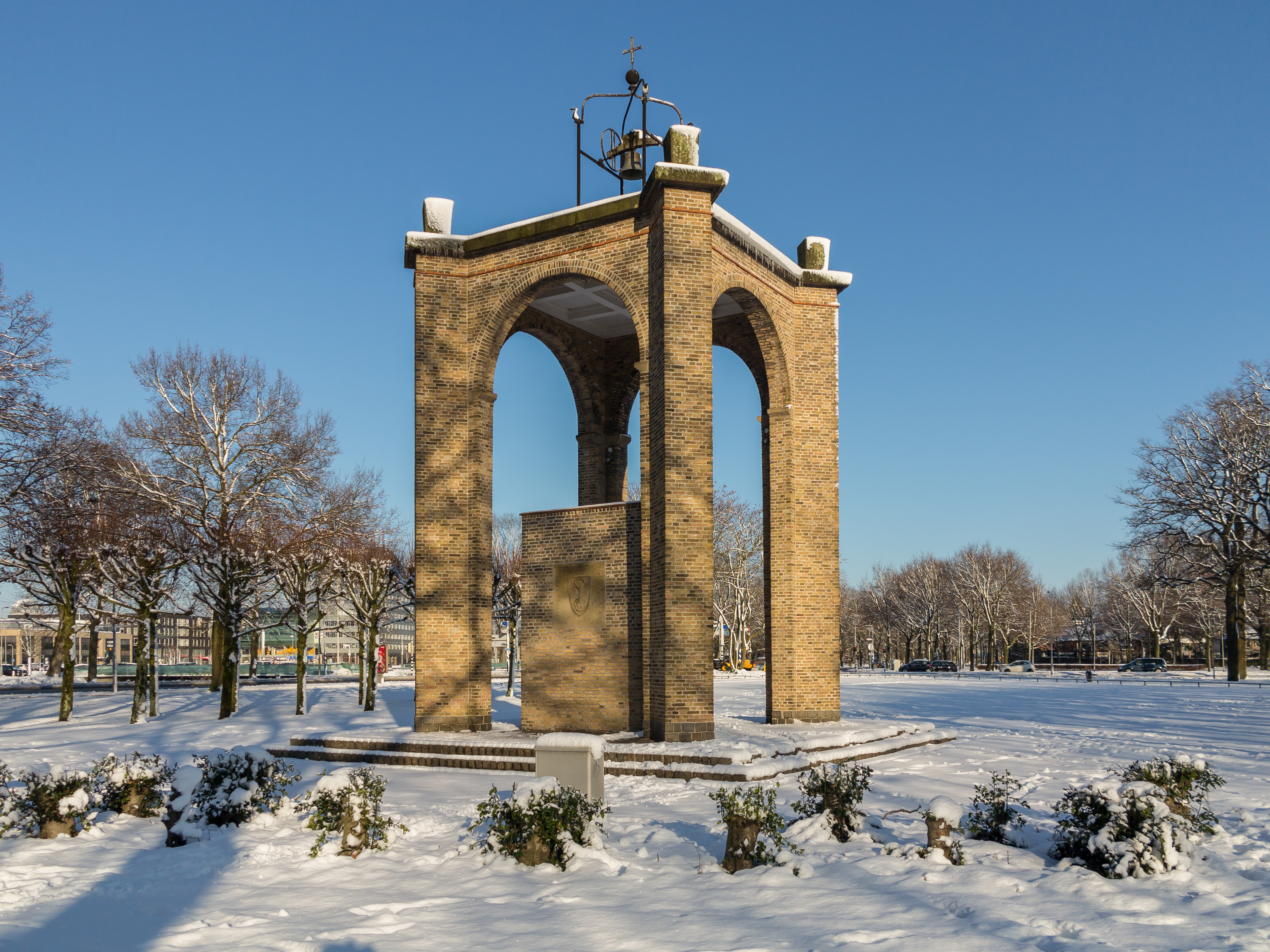
Poolse Kapel in de sneeuw, ontworpen door Siebers in 1954

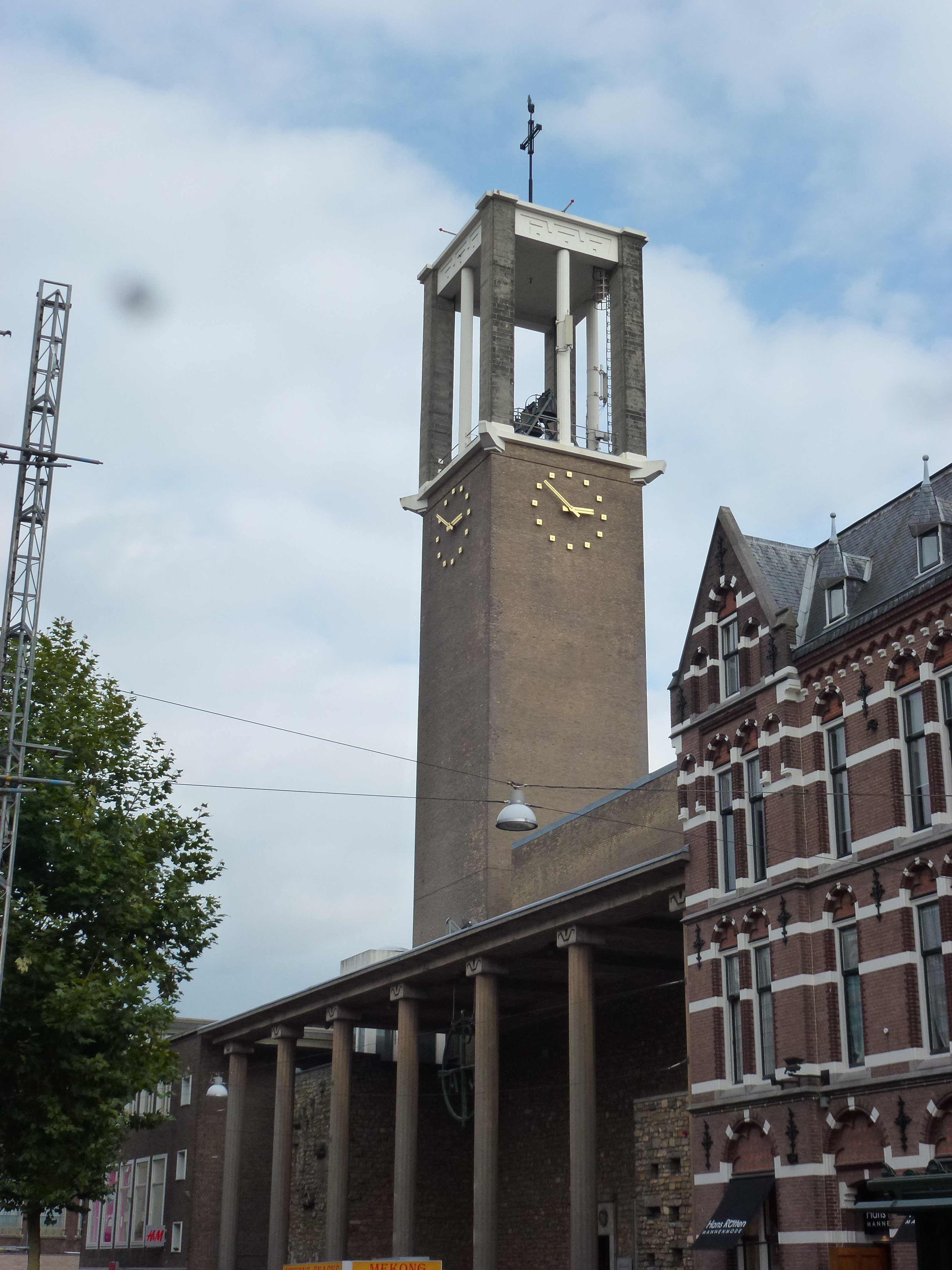
Molenstraatkerk in Nijmegen: façade en kerktoren ontworpen door Siebers in 1958-60. Gemeentelijk monument.

Siebers zelf noemde het uitbreidingsplan van Nijmegen (1930-1933) zijn belangrijkste werk. Met dit plan bewees hij te behoren tot het kleine gezelschap van 'architect-stedenbouwkundigen' die de kennis en kunde bezaten om plannen van een dergelijke gestalte vorm te geven. Nijmegen was in de vooroorlogse jaren één van de snelst groeiende steden van Nederland. Siebers kreeg de opdracht een stadsplan te ontwerpen voor de daaropvolgende 30 jaar, zodat Nijmegen kon groeien van 87.000 naar 120.000 inwoners in 1960. Het plan bevatte niet alleen de hoofdstructuur van wegen en spoorlijnen, woonwijken, parken en industriegebieden, maar ook gedetailleerde woonbestemmingen (11 categorieën) en 360 straat- en wegprofielen. In die tijd was dit plan van een zeldzame omvang met een veelzijdige benadering.
Daarnaast behoren tot Siebers' belangrijke werken het wederopbouwplan Nijmegen (1944), arbeiderswoningen te Noordwijkerhout (1933, i.s.m. Kropholler), het raadhuis te Gilze-Rijen (1938-1940), de burgemeesterswoning te Voorhout (1939-1940), en het raadhuis en de veldwachterwoning te Wervershoof (1939-1941).
Uit de periode Siebers en Van Dael zijn de belangrijkste werken: de restauratie van de St. Lambertuskerk in Wouw (1949-1951), het Seminarie Ypelaar in Nieuw-Ginneken (1947-1951), de RK kerk en pastorie-kosterwoning in Schoondijke (1948), de woningen van het Heuvelkwartier in Breda (1951-1953), de Onze-Lieve-Vrouw-Hemelvaartkerk in Philipine (1954), de Poolse Kapel in Breda (1954), het schippersinternaat ‘Sint Nicolaas’ in Nijmegen (1953-1954), de Molenstraatkerk, ook wel Petrus Canisiuskerk, in Nijmegen (1957-1959), het Mencia de Mendoza Lyceum in Breda (1954-1958) en de UTS/MTS school in Nijmegen (1960-1967). Daarnaast bouwden Siebers en Van Dael een groot aantal andere woningen, scholen en bankgebouwen. In 1952 werd Siebers voor zijn werk onderscheiden als Officier in de Orde van Oranje Nassau. In Nijmegen is later een straatnaam naar hem vernoemd: het Alphons Sieberspad (besluit gemeentebestuur 24 juni 2008).
Siebers’ laatste werk is vooral gerelateerd aan Ulvenhout. Als stedenbouwkundige heeft hij Ulvenhout van 1937 tot 1966 mee vormgegeven; als architect heeft hij onder meer het raadhuis van Nieuw Ginniken, diverse scholen en woonhuizen, en het Wit-Gele Kruis gebouw ontworpen. Daarnaast heeft hij gezorgd voor de modernisering van de Laurentiuskerk. Tot slot heeft hij voor Ulvenhout een groot project opgezet van 28-40 patiowoningen voor senioren. Dit project werd echter nooit uitgevoerd, behoudens één woning aan het Vinkenbos te Ulvenhout waar hij, samen met zijn vrouw, zijn laatste jaren doorbracht. Siebers overleed in dit huis in 1978 op 84-jarige leeftijd.

## Archief
Het grootste deel van het archief van Siebers beslaat de periode 1910-1978 en bevindt zich in Het Nieuwe Instituut te Rotterdam. Dit archief omvat meer dan 25 meter, waarvan 10 meter archiefdozen, 10 meter rollendozen, 3 meter fotodozen en 2 meter overige verpakkingen. Ongeveer drie vijfde deel van het archief bestaat uit ontwerpen en werken. Een klein deel daarvan betreft stedenbouw, het overgrote deel architectuur. Van een aantal werken is er ook documentatie in de vorm van artikelen uit kranten of tijdschriften aanwezig. Geschreven stukken, zoals correspondentie, zijn er voornamelijk voor de belangrijkste projecten. Opvallend in het archief Siebers is het groot aantal stukken betreffende deelnames, lidmaatschappen, publicaties, reizen en docentschappen, alsmede een reeks aantekenschriftjes betreffende diverse onderwerpen (onder meer aantekeningen op het gebied van filosofie, theologie en religieuze bouwkunst). Ook bevindt zich in het archief een reeks opleidingstekeningen van zowel Siebers als Van Dael. Daarnaast heeft het stadsarchief van Breda diverse documenten van en over Siebers in de collectie.
In 1984 heeft de planoloog Zef Hemel een archiefonderzoek gepubliceerd naar de relatie tussen Siebers en de stedenbouwkundige Theo van Lohuizen.